# Jacques Bossis
Jacques Bossis (nascido em 22 de dezembro de 1952) é um ex-ciclista profissional francês que competia tanto em provas de pista, quanto de estrada. Como amador, ele venceu a competição Bordéus-Saintes em 1973. Bossis foi profissional de 1976 a 1985 e ganhou sete vitórias. Usou a camisa amarela por um dia no Tour de France 1978. Suas vitórias incluem edições de 1979 e 1977 da GP Ouest-France e Tour du Haut Var de 1981. Competiu também na prova de perseguição por equipes nos Jogos Olímpicos de Verão de 1972 em Munique, terminando na décima quinta posição.